# Coniopteryx (Xeroconiopteryx) loksai
Coniopteryx (Xeroconiopteryx) loksai is een insect uit de familie van de dwerggaasvliegen (Coniopterygidae), die tot de orde netvleugeligen (Neuroptera) behoort. 
Coniopteryx (Xeroconiopteryx) loksai is voor het eerst wetenschappelijk beschreven door Sziráki & van Harten in 2006.